# Crans, Ain

Crans este o comună în departamentul Ain din estul Franței.